# 줄리 보바소
줄리 보바소(Julie Bovasso, 1930년 8월 1일 ~ 1991년 9월 14일)는 미국의 배우이다.

## 출연 작품
- 제99조 (1992)
- 유월의 신부 (1990)
- 나의 푸른 하늘 (1990)
- 문스트럭 (1987)
- 별난 경찰관 (1986)
- 타임 트라이엄프 (1986)
- 와이즈 가이스 (1986)
- 다니엘 (1983)
- 스테잉 얼라이브 (1983)
- 심판 (1982)
- 도둑 신부 (1981)
- 윌리와 필 (1980)
- 토요일 밤의 열기 (1977)
- 텔 미 댓 유 러브 미, 주니 문 (1970)